# Jan Thomassen
Jan Mathijs Thomassen (Lanaken, 10 november 1907 - 10 december 1974) was een Belgisch senator.

## Levensloop
Thomassen was maatschappelijk assistent.
Hij werd provinciaal CVP-senator voor de provincie Limburg op 16 juni 1958 maar bleef dit slechts tot aan zijn ontslag op 13 januari 1959.